# Eurímac de Tebes
Eurímac (Eurimachus, Εὐρύμαχος), fill de Leontiades i net d'Eurímac. El seu pare fou comandant dels tebans a la batalla de les Termòpiles (480 aC) i es va passar als perses. Heròdot diu que Eurímac va intentar ocupar Platea amb cent homes, i va morir en l'assalt. Tucídides diu que aquest fet fou l'inici de la guerra del Peloponès el 432 aC, però no dona el nom d'Eurímac com a comandant dels atacants (que xifra en poc menys de 300). Eurímac era considerat d'una família amb molt de poder a Tebes.